# Sandsitermes robustus
Sandsitermes robustus (лат.) — вид носатых термитов, единственный в составе монотипического рода Sandsitermes из семейства Termitidae (Nasutitermitinae). Южная Америка: эндемик Перу.

## Описание
Длина рабочих и солдат около 0,5 см. Головная капсула овальной формы. Солдаты имеют длинную носовую трубку из которой при опасности выстреливают репеллентами на основе терпенов. Усики солдат 13-члениковые, рабочих 14-члениковые, у половых особей 15-члениковые. Формула голенных шпор солдат и рабочих 2:2:2.

## Систематика
Вид был впервые описан в 1906 году шведским энтомологом Нильсом Холмгреном (Nils Holmgren, 1877—1954) по рабочим и солдатам из Перу под первоначальным названием Eutermes robustus Holmgren, 1906, затем в 1949 году был включён в состав рода Nasutitermes как Nasutitermes robustus (Holmgren). Половые особи (имаго самок и самцов) оставались более 100 лет неизвестными и впервые описаны только в 2017 году, когда вид и был выделен в отдельный монотипический род Sandsitermes. Имаго рода Sandsitermes сходны с представителями родов Caetetermes, Caribitermes, Cortaritermes, Nasutitermes и Obtusiterme, также имеющих выступающий в профиль постклипеус, прямым передним краем и слегка выпуклым задним.
Родовое название Sandsitermes дано в честь крупного термитолога профессора Уильяма Сэндса (William A. Sands) за его вклад в изучение термитов.
Родовое название Sandsitermes дано в честь крупного термитолога профессора Уильяма Сэндса (William A. Sands) за его вклад в изучение термитов.